# JR貨物U29B形コンテナ
U29B形コンテナ（U29Bがたコンテナ）は、1988年度に登場して、日本貨物鉄道（JR貨物）輸送用として籍を編入していた20ft級・標準内容積29m3の航送用私有コンテナ（ドライコンテナ）である。

## 概要
本形式の数字部位 「 29 」は、コンテナの容積を元に決定される。このコンテナ容積29 m3の算出は、厳密には端数四捨五入計算の為に、内容積28.5 m3 - 29.4 m3の間に属するコンテナが対象となる。また形式末尾のアルファベット一桁部位「B」は、コンテナの使用用途（主たる目的）が「航送用」を表す記号として付与されている。

## 特記事項
日本国有鉄道時代に運用されていたUC7形の後継形式として使用されていたが、近年の物流環境変化等の諸事情で更に内容積の大きいU30B形コンテナへの移行などにより、登場より20年経った2008年度に廃止形式となり消滅した。

## 番台毎の概要

### 0番台
- 1・2 : 日本フレートライナー所有。総重量10t。

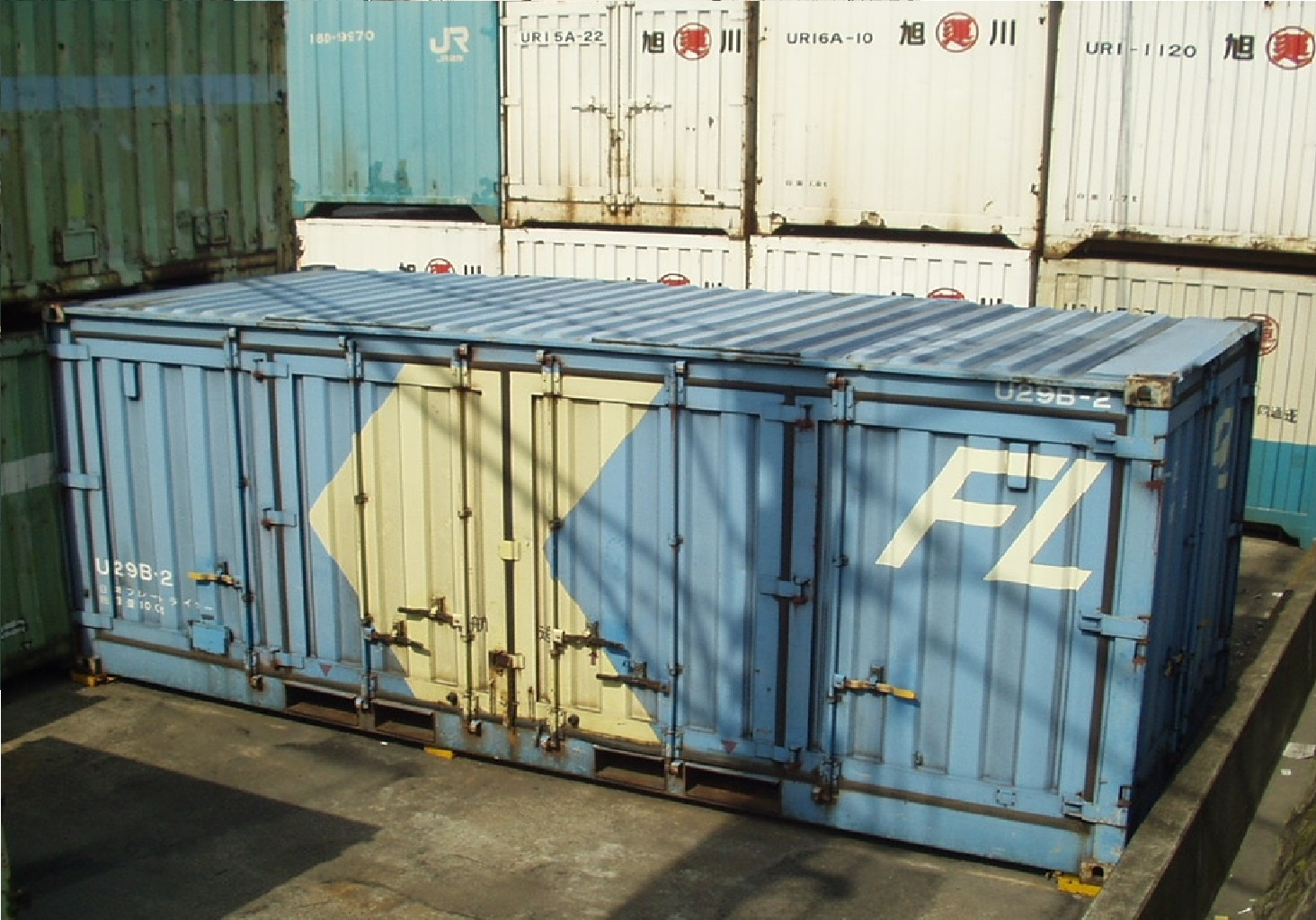
U29B-2 日本フレートライナー所有。

- 3 : （不明）
- 4・5 : 日本フレートライナー所有。総重量10t。
- 6・7 : （不明）
- 8・9 : 日本フレートライナー所有。総重量10t。
- 10 : （不明）
- 11・12 : 日本フレートライナー所有。総重量10t。
- 13 : （不明）
- 14 : 日本フレートライナー所有。総重量10t。
- 15 : （不明）
- 16 : 日本フレートライナー所有。／西濃運輸借受。総重量10t。

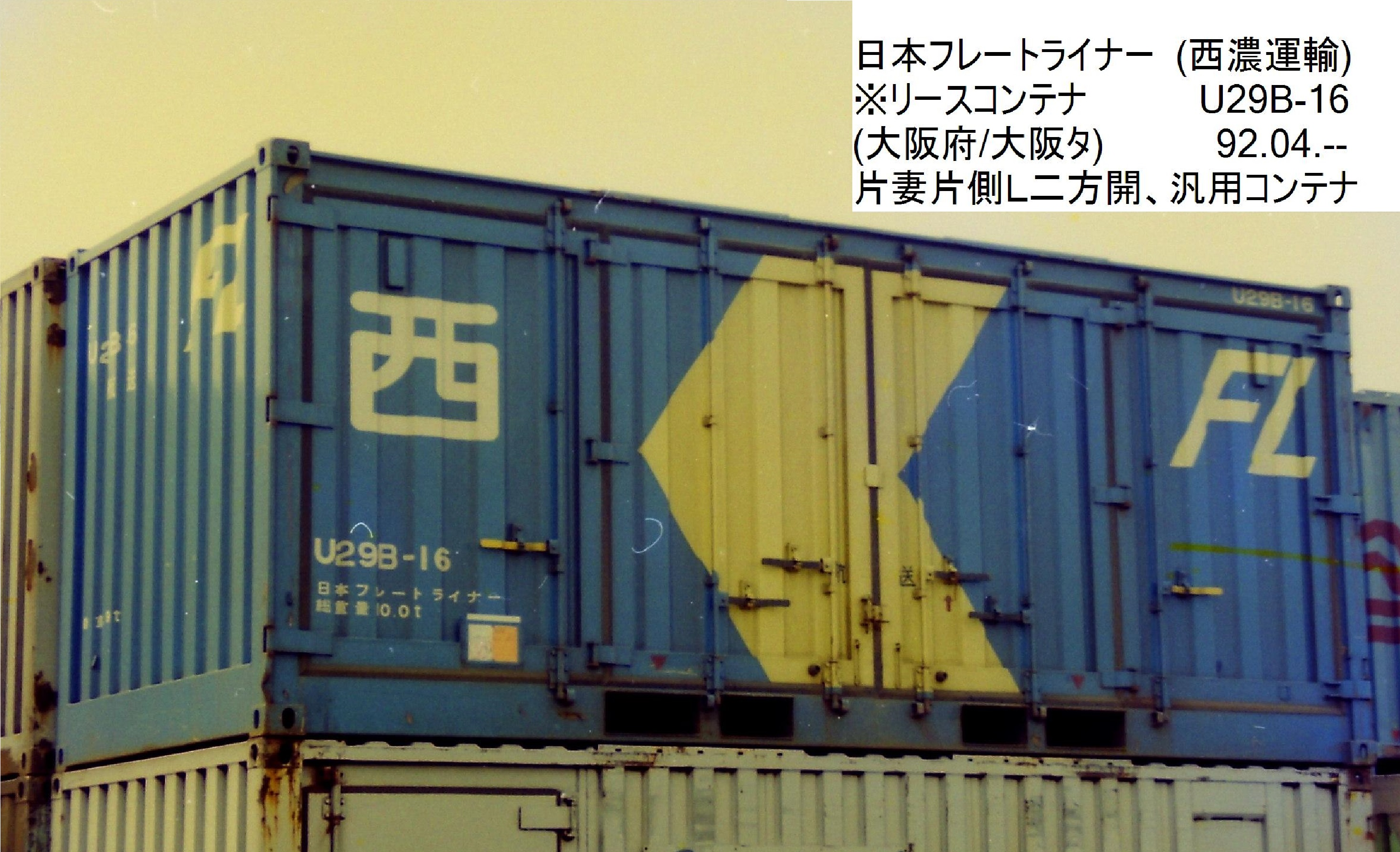
U29B-16 日本フレートライナー所有／西濃運輸借受。

- 17 - 20 : 日本フレートライナー所有。総重量10t。